# Peter Zamarovský
Peter Zamarovský (* 5. prosince 1952 Praha) je český filozof (se zaměřením na antickou filozofii), fyzik (se zaměřením na dějiny vědy), fotograf, člen České astronomické společnosti a předseda Evropského kulturního klubu.

## Pracovní životopis
Je akademickým pracovníkem ČVUT v Praze. Přednáší na Elektrotechnické fakultě filosofii, externě vyučoval i fyziku a digitální fotografii. Zabývá se interdisciplinárními a transdisciplinárními aspekty vědy, filosofie a historie. Napsal knihy Příběh antické filosofie, Proč je v noci tma, Mýtus nekonečno, From Philosophy to Science.